# Bandera de Maçanet de Cabrenys
La bandera oficial de Maçanet de Cabrenys té la següent descripció:
Bandera apaïsada, de proporcions dos d'alt per tres de llarg, groga, amb dues faixes juxtaposades a baix, vermella la superior i blava la inferior, d'un gruix cadascuna d'1/6 de l'alçada del drap. Al cantó del pal, la maça negra de l'escut, d'una alçada de 4/9 de la del mateix drap.
Va ser aprovada el 12 de juny de 1998 i publicada en el DOGC el 21 de setembre del mateix any amb el número 2728.